# Scaphoideus melanotus
Scaphoideus melanotus är en insektsart som beskrevs av Henry Fairfield Osborn 1900. Scaphoideus melanotus ingår i släktet Scaphoideus och familjen dvärgstritar. Inga underarter finns listade i Catalogue of Life.